# Dorothea Schröder
Dorothea Schröder (* 25. April 1957 in Cuxhaven) ist eine deutsche Musikwissenschaftlerin.

## Leben
Schröder studierte Musikwissenschaft und Kunstgeschichte in Hamburg. Nach der Promotion 1986 zum Doktor der Philosophie in Hamburg und der Habilitation ebenda 1996 lehrte sie dort als Privatdozentin und ab 2008 als Professorin für Historische Musikwissenschaft.

## Schriften (Auswahl)
- Die geistlichen Vokalkompositionen Johann Georg Albrechtsbergers. Zwei Bände. Verlag der Musikalienhandlung Wagner, Hamburg 1987 (Dissertation Universität Hamburg).
- (mit Hans Joachim Marx): Die Hamburger Gänsemarkt-Oper. Katalog der Textbücher (1678-1748). Laaber-Verlag, Laaber 1995, ISBN 3-89007-268-2.
- Zeitgeschichte auf der Opernbühne. Barockes Musiktheater in Hamburg im Dienst von Politik und Diplomatie (1690–1745). Göttingen 1998, ISBN 3-525-27900-0.
- Spaziergänge durch das musikalische London. Zürich 1999, ISBN 3-7160-2236-5.
- (Hrsg.): Dietrich Buxtehude. Dräger, Lübeck 2007, ISBN 978-3-937900-03-2.
- Georg Friedrich Händel. München 2008, ISBN 978-3-406-56253-2.
- Maria Aurora von Königsmarck. Eine schwedische Gräfin aus Stade. Stade 2011, ISBN 978-3-87697-100-1.
- Johann Sebastian Bach. Beck, München 2012, ISBN 978-3-406-62227-4.
- Carl Philipp Emanuel Bach. 2. Aufl. Ellert & Richter, Hamburg 2014, ISBN 978-3-8319-0562-1.